# Potanthus confucius
Potanthus confucius, thường được gọi là phi tiêu Trung Quốc hay phi tiêu Khổng Tử, là một loài bướm thuộc họ Bướm nhảy.

## Hình ảnh

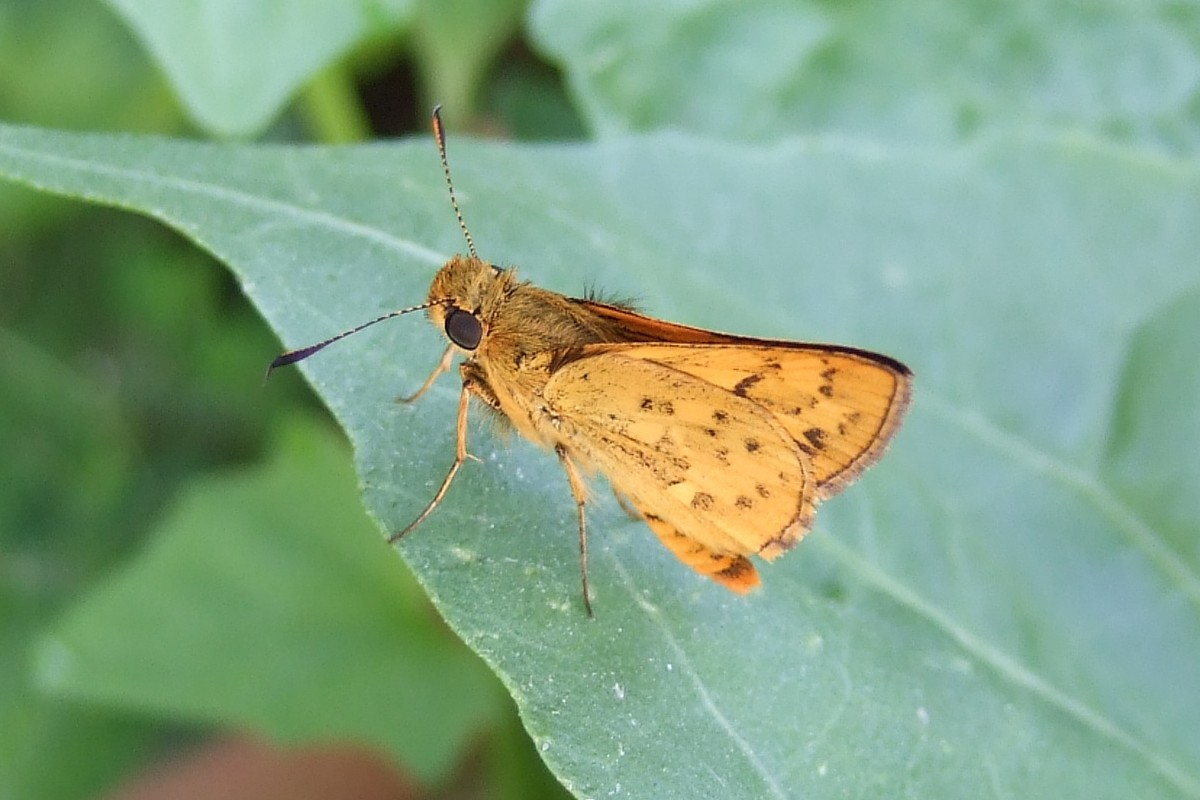
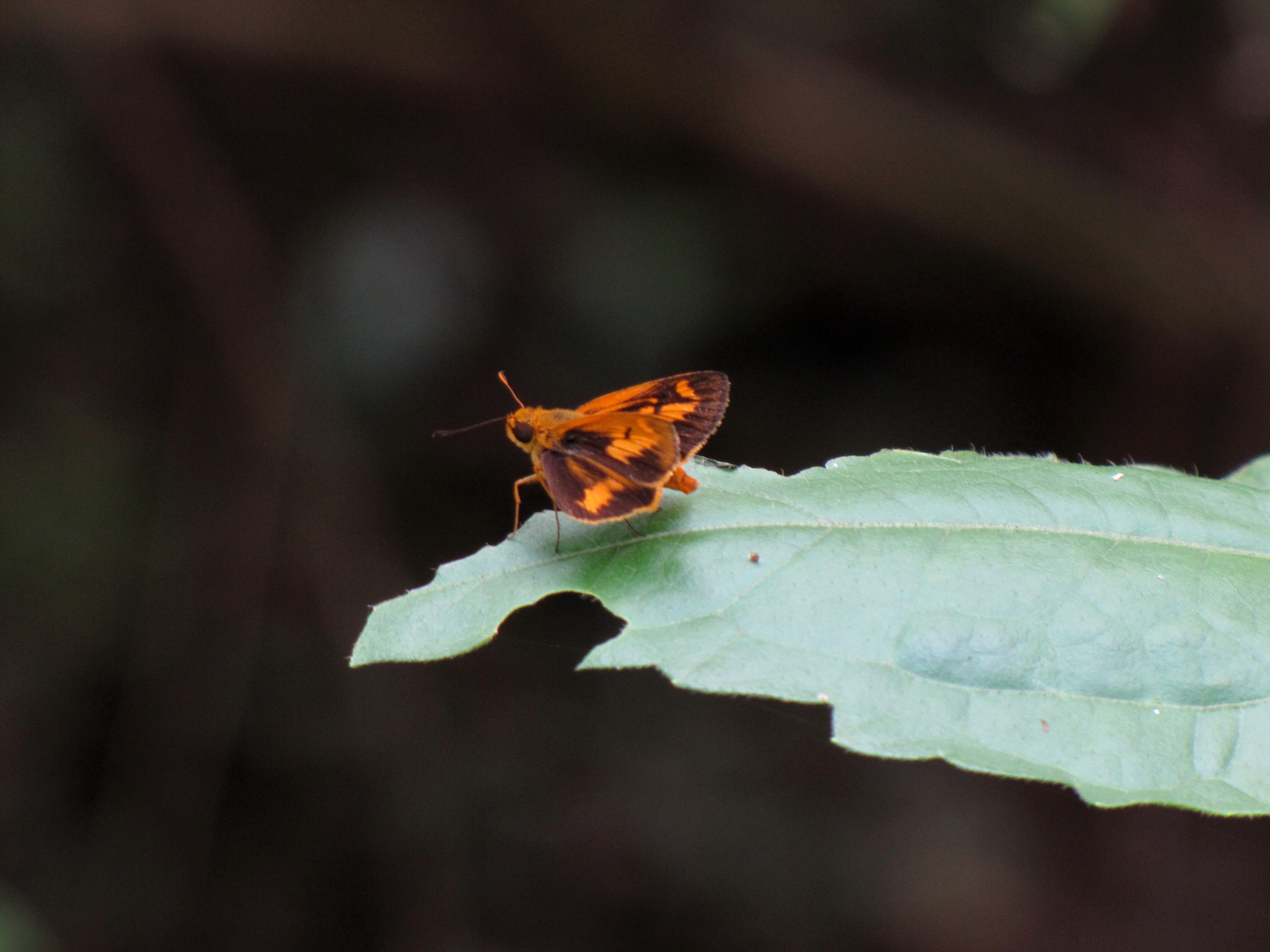
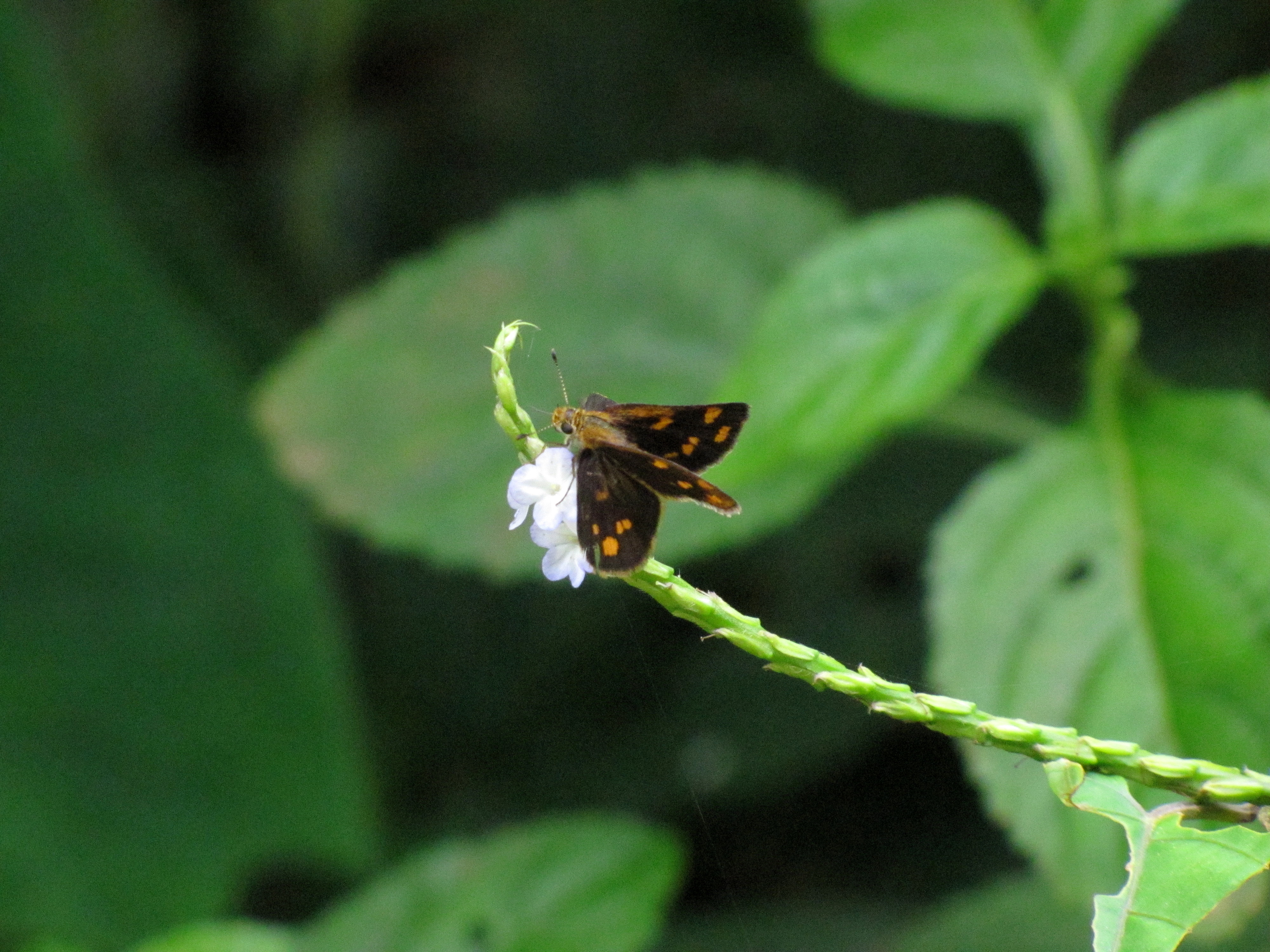